# Hospital universitario Korle-Bu
El Hospital universitario Korle-Bu (en inglés: Korle-Bu Teaching Hospital) es un centro de atención a la salud de primera clase en Acra, Ghana. Es el único hospital de tercer nivel en la parte sur de Ghana. Se trata de un hospital universitario afiliado a la Facultad de Medicina de la Universidad de Ghana. Tres centros de excelencia, el Centro Nacional Cardiotorácico, el centro de Cirugía Reconstructiva y plástico nacional y el Centro de Radioterapia están en ella.
El Centro Cardiotorácico de Korle-Bu es el Hospital nacional de referencia en cardiología, no sólo dentro del país, sino de la subregión del Oeste de África.
El hospital fue fundado en 1923 como el "Hospital de la Costa de Oro". El entonces gobernador, Gordon Guggisberg, sentó las bases para el Hospital Korle-Bu en 1921, y fue inaugurado el 9 de octubre de 1923.
En febrero de 2023 se confirmaron dos casos de fiebre de Lassa. Ambos casos residen en Acra.